# Winja’s Fear & Winja’s Force
Winja’s Fear und Winja’s Force sind zwei Stahlachterbahnen des Herstellers Maurer Rides im Phantasialand (Brühl). Sie sind Double Spinning Coaster, das heißt, ihre Wagen drehen sich um die eigene vertikale Achse. Zudem findet die ganze Fahrt in einer Halle – Wuze Town – statt, was die Attraktion vom Wetter unabhängig macht. Etwa die Hälfte der Fahrt kann man von der Halle aus beobachten, die andere Hälfte der Fahrt findet im Dunkeln statt.
Für Wuze Town haben die Komponisten Christoph Erbse und Edwin de Groot einen Soundtrack produziert. Dieser umfasst drei Musiktitel mit einer Gesamtlaufzeit von 29 Minuten. Von Anfang 2002 bis Ende 2011 konnte man den Soundtrack als CD in verschiedenen Shops des Parks kaufen.

## Wagen
Die beiden Bahnen besitzen insgesamt 14 Wagen mit Platz für jeweils vier Personen (zwei Reihen à zwei Personen), von denen allerdings nur zwölf gleichzeitig fahren (max. sechs Wagen pro Anlage). Zwei Personen starten vorwärts, zwei rückwärts, ab einer bestimmten Stelle auf der Strecke fangen die Wagen an zu rotieren.
Die Fahrgäste müssen 6 Jahre alt und mindestens 1,20 m bis maximal 2,00 m groß sein, um mitfahren zu können.

## Fahrtablauf
Die Wagen werden nicht horizontal abgeschossen oder mit einem klassischen Lifthill hochgezogen, sondern mit einem vertikalen Aufzug auf zirka 17 m Höhe gebracht. Dabei werden die Wagen nach vorne gekippt, damit die Liftschiene Kontakt mit der Hauptstrecke hat und so die Wagen direkt aus dem Lift in den First Drop einfahren können, auf dem das gesamte Fahrzeug durch zwei unterschiedliche Kameras vorne und hinten fotografiert wird.
Beide Strecken setzen sich in der Folge mit ein paar Mauskurven fort. Es folgen eine Reihe Helices und Airtime-Hügel.
Beide Spuren besitzen Blockbremsen, bei denen im Anschluss an einen vollständigen Stop die Schiene mit dem darauf befindlichen Wagen in eine Richtung gekippt wird. „Fear“ kippt nach vorne, „Force“ kippt schräg nach vorne rechts weg. Die Fahrt wird dann in Richtung der Kippung fortgesetzt, indem die Bremsen wieder gelöst werden. Als Besonderheit vollzieht die Strecke „Fear“ einen Immelmann-Turn.
Kurz vor der Station werden als Spezialeffekt bei beiden Spuren die Schienen kurz etwas abgesenkt und richten sich wieder auf. Diese Effekte sollen für den Erstfahrer unerwartet eintreten und so ein besonderes Erlebnis bieten, bis heute sind sie einzigartig bei einer Achterbahn.

## Bilder

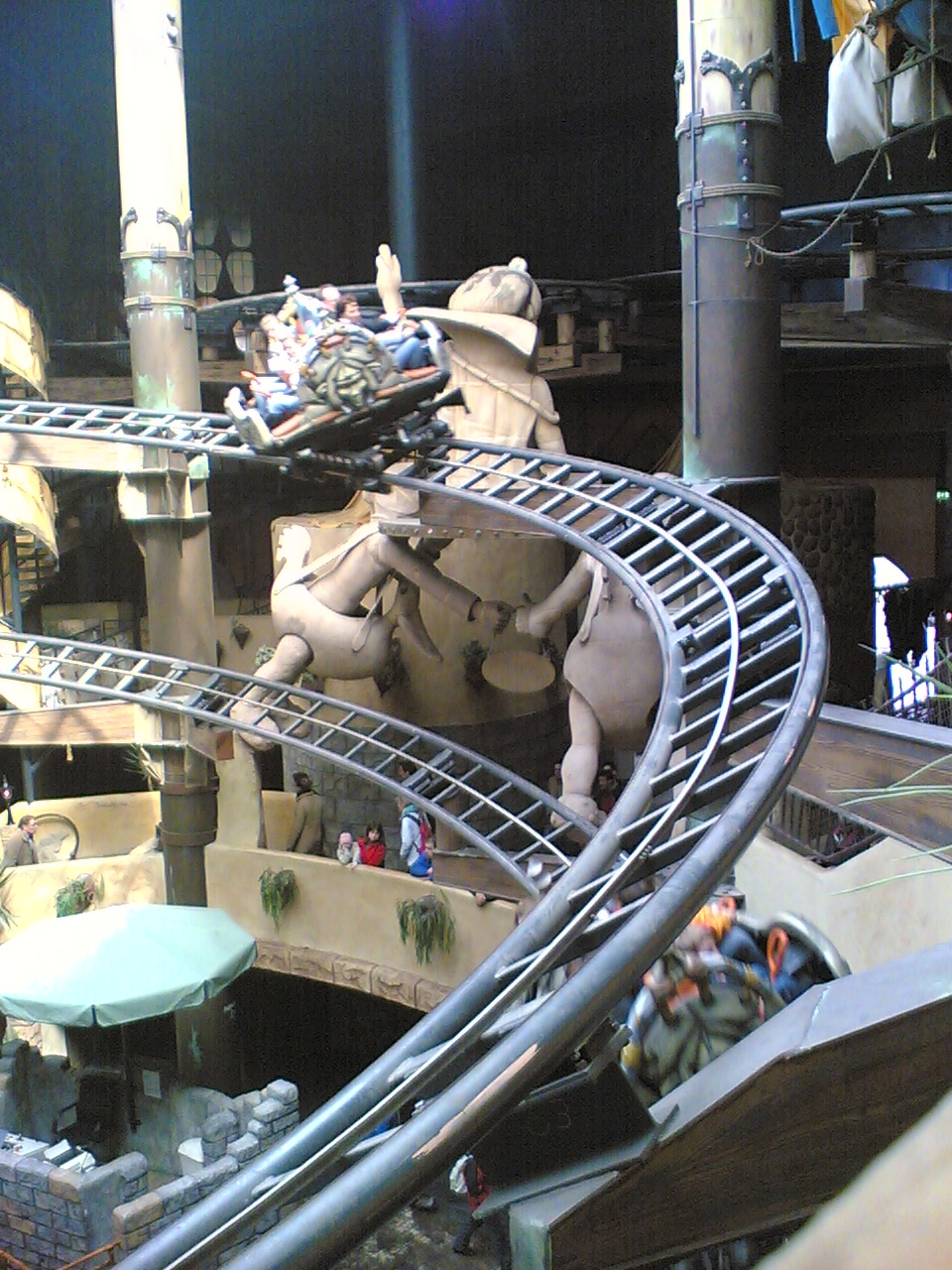
Helix der Bahnen
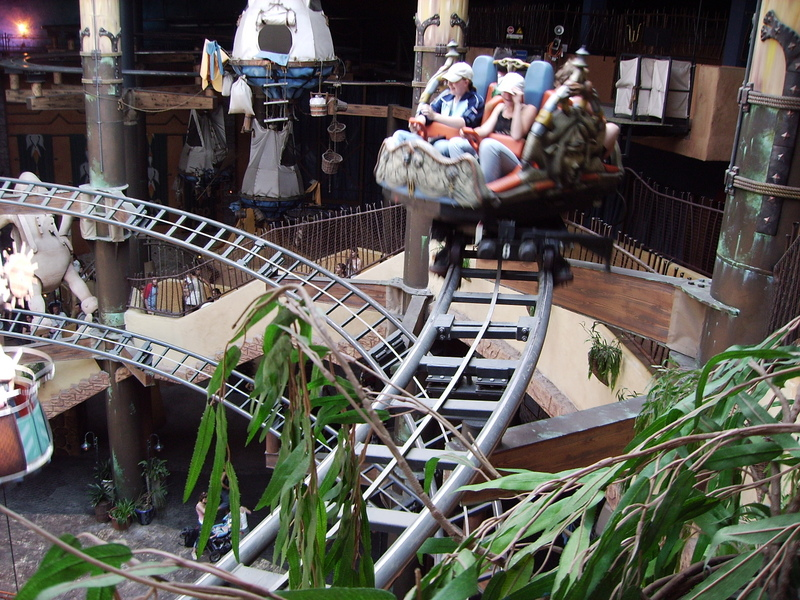
Helix in der Halle
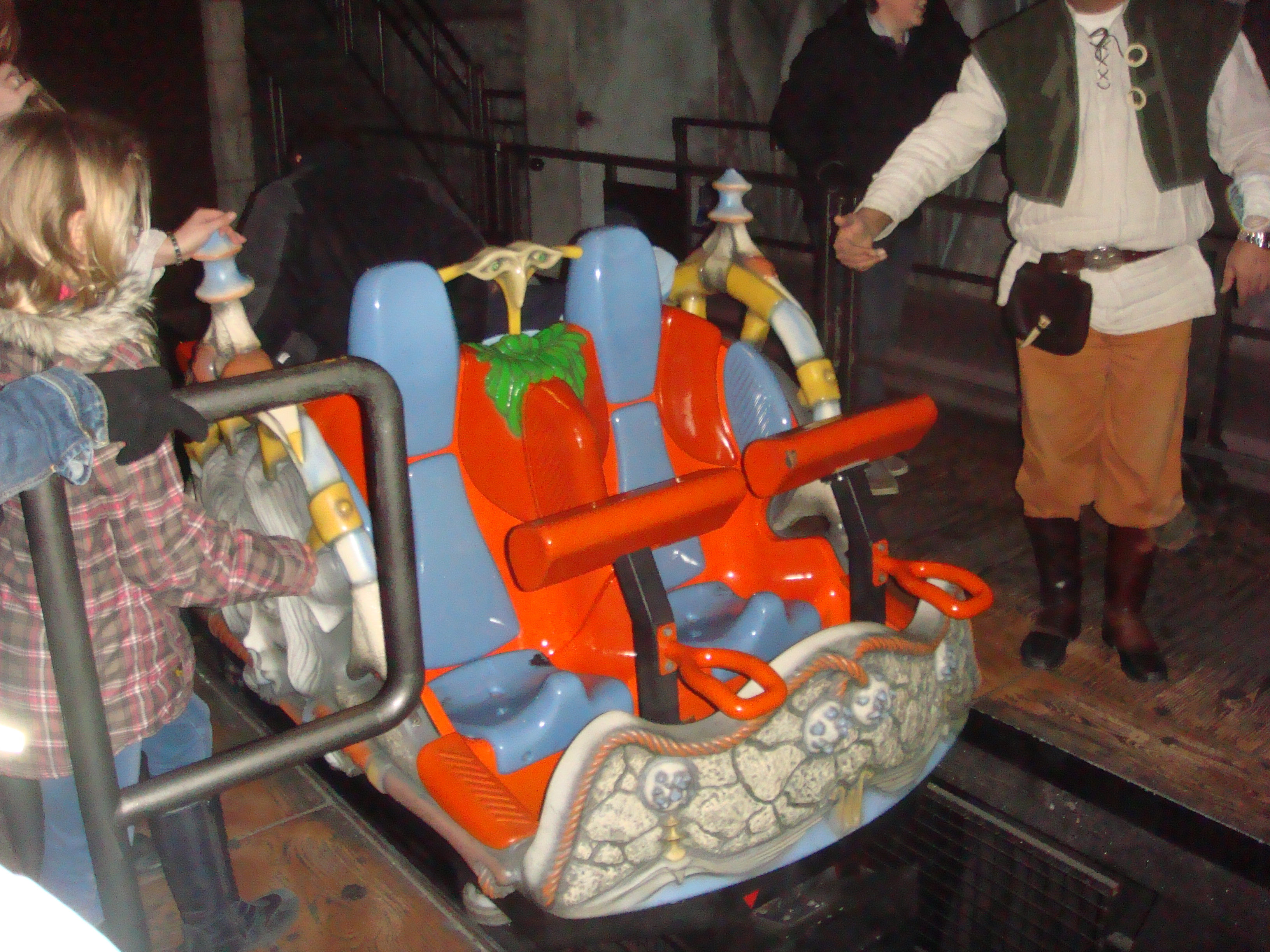
Wagen in der Station
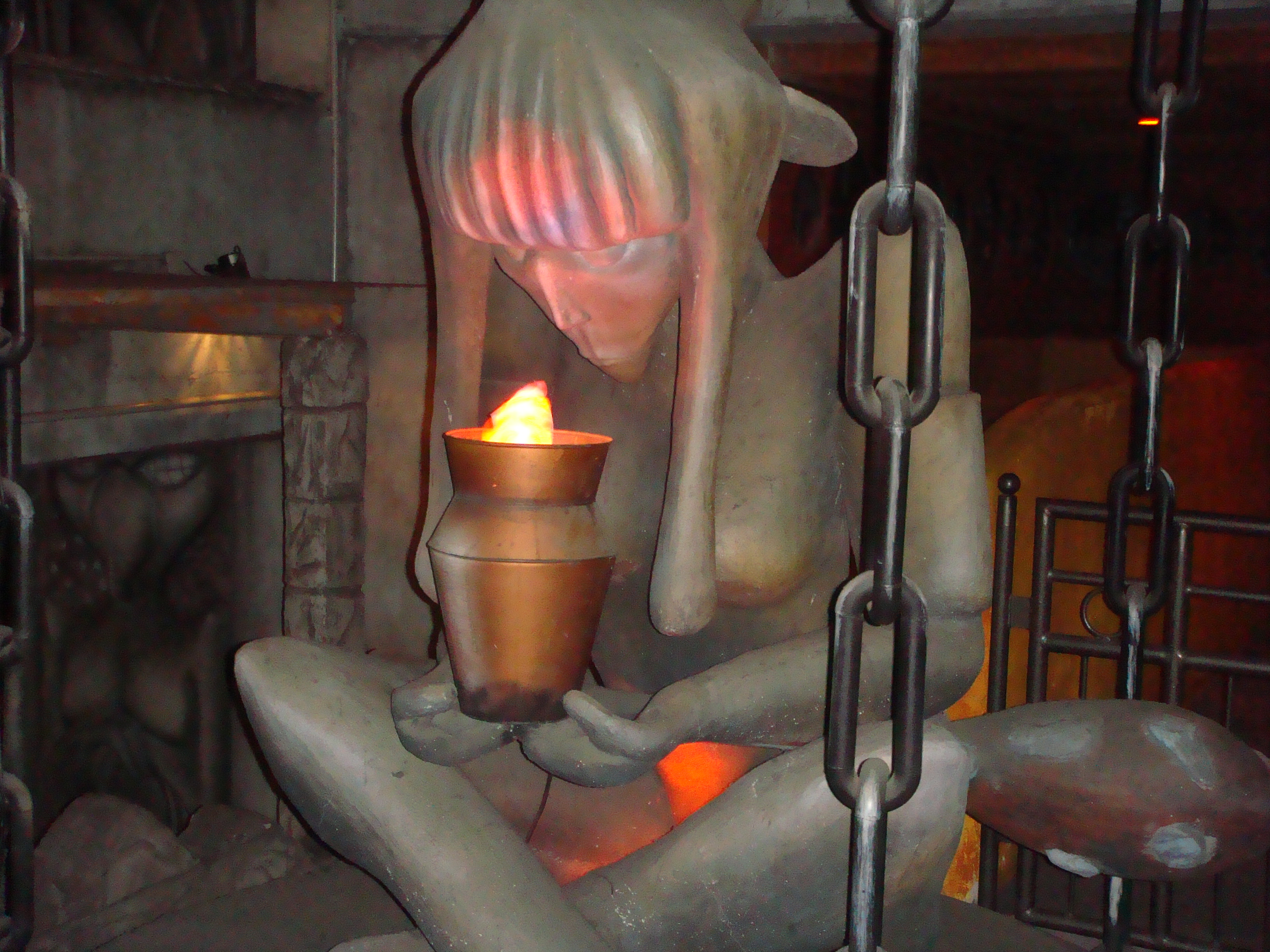
Dekoration im Wartebereich